# Sirena d'alarma antiaèria de Guernica
La sirena d’alarma antiàeria de Guernica és un aparell d'alerta per advertir del perill de bombardeig que es va fabricar durant la Guerra Civil espanyola. Estava instal·lada a la coberta de la fàbrica de pistoles d’«Unceta y Cía», al costat de la via del tren. Aquesta sirena es devia instal·lar en aquesta nau cap entre l'estiu i l’hivern de 1936. La seva placa de fabricació conserva el nom de «La Electricidad, SA» (LESA) de Sabadell i, per tant, s'observa que l'empresa encara no havia canviat el nom oficial que vers el novembre-desembre del 1936 ja seria el de «La Electricidad, EC» (empresa col·lectivitzada). A l'Arxiu Històric de Sabadell (AHS) es conserva una fotografia d’època d’aquest model de sirena i també es conserven plànols originals d’aquest mateix model, encara que datats en l’any 1938. Malauradament, ni a l’arxiu de l'empresa LESA de Sabadell ni a l’arxiu de l'empresa «Astra» de Guernica s’ha conservat documentació sobre la comanda i l’adquisició d’aquesta sirena.

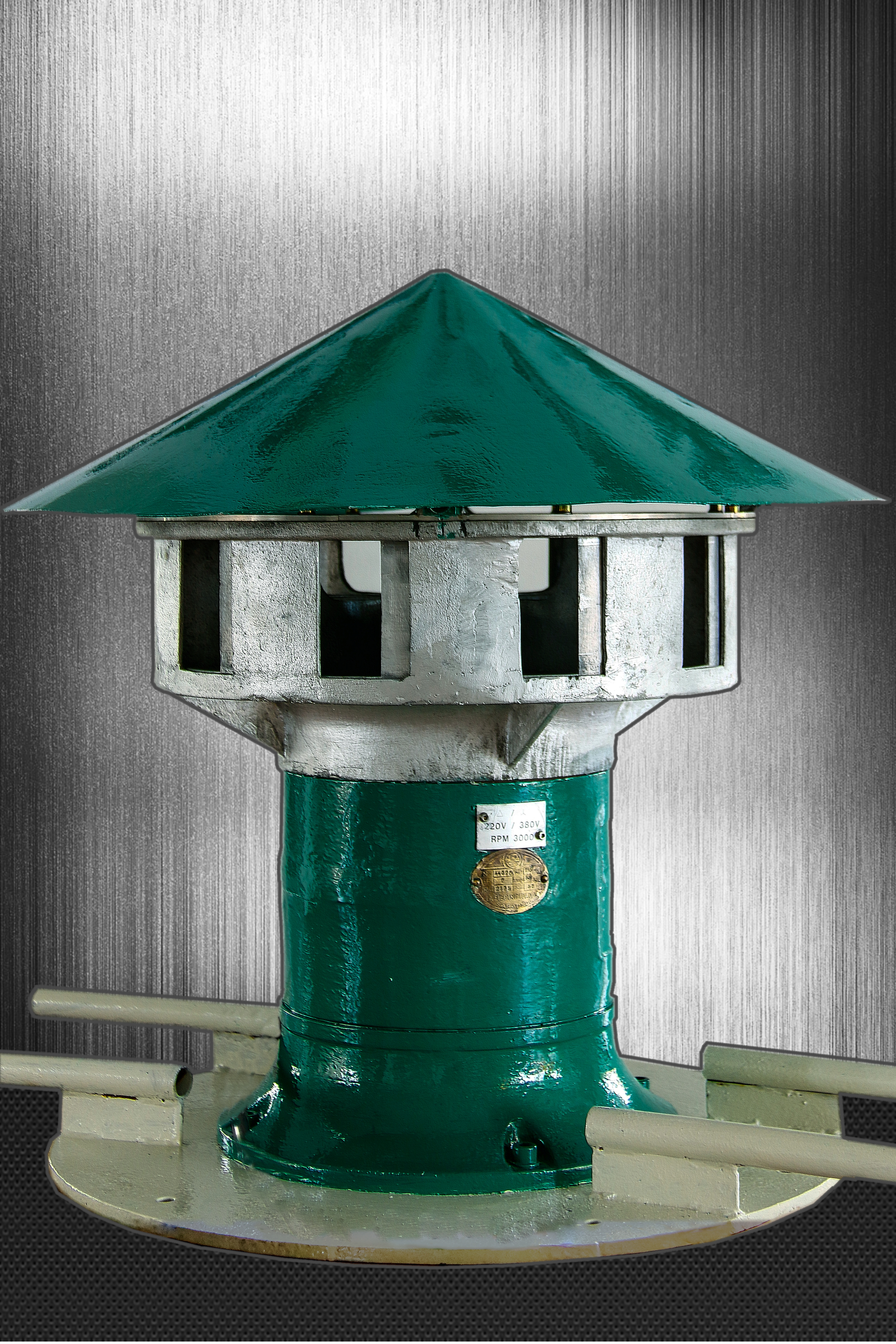
Sirena d'alarma antiaèria de la fàbrica de pistoles d'Unceta y Cía de Guernica (ca. setembre-novembre de 1936). Avui es conserva, restaurada, a l'edifici i centre cultural d'Astra (autor: Toribio Manuel Beares Santerbas / Gernikazarra).

El 26 d’abril de 1937, cap a les 15:30 (hora republicana), la sirena va començar a sonar per alertar de l’arribada i de l’atac dels avions feixistes alemanys i italians. El seu so, conjuntament amb el de les campanes de les esglésies de la vila (Sant Joan i Santa Maria), no es va aturar en el transcurs de les quatre hores que va durar el bombardeig.

## Descripció
És una sirena amb el número de fabricació 44.020, que funcionava a una potència de 2 HP, amb un corrent de 210 volts i amb una freqüència de 50 períodes per segon, i el rodet de la qual girava a 2.825 revolucions per minut. Correspon al model de sirena de tipus I vertical, amb un rodet de 10 obertures i un protector-ressonador superior de forma cònica. Conserva les parts fonamentals d’aquest tipus d’aparell: el sòcol per fixar-la, la carcassa que protegeix el motor i l'eix interns, el connector, el cos i suport del rodet, i el propi rodet.

## La sirena d'Astra
La sirena, passada la guerra, continuà funcionant i cridant els treballadors per entrar i sortir de la feina, en diversos torns, tot plegat fins que va tancar l’any 1997. L’any 2006 la sirena va ser recuperada i salvada de l'enderroc, gràcies a la intervenció de la plataforma del col·lectiu Astra i de Lobak ("els nets i les netes"). L’any 2015 s’aconseguí reunir a la família i descendents de la persona encarregada de fer-la sonar el dia del bombardeig, els Foruria. Des de l’any 2012 la sirena s’activa de nou cada 26 d’abril, per recordar aquells tràgics fets, en un acte que rep el nom de 4 minutu. Avui es conserva a la seu de l'edifici Astra de Guernica.

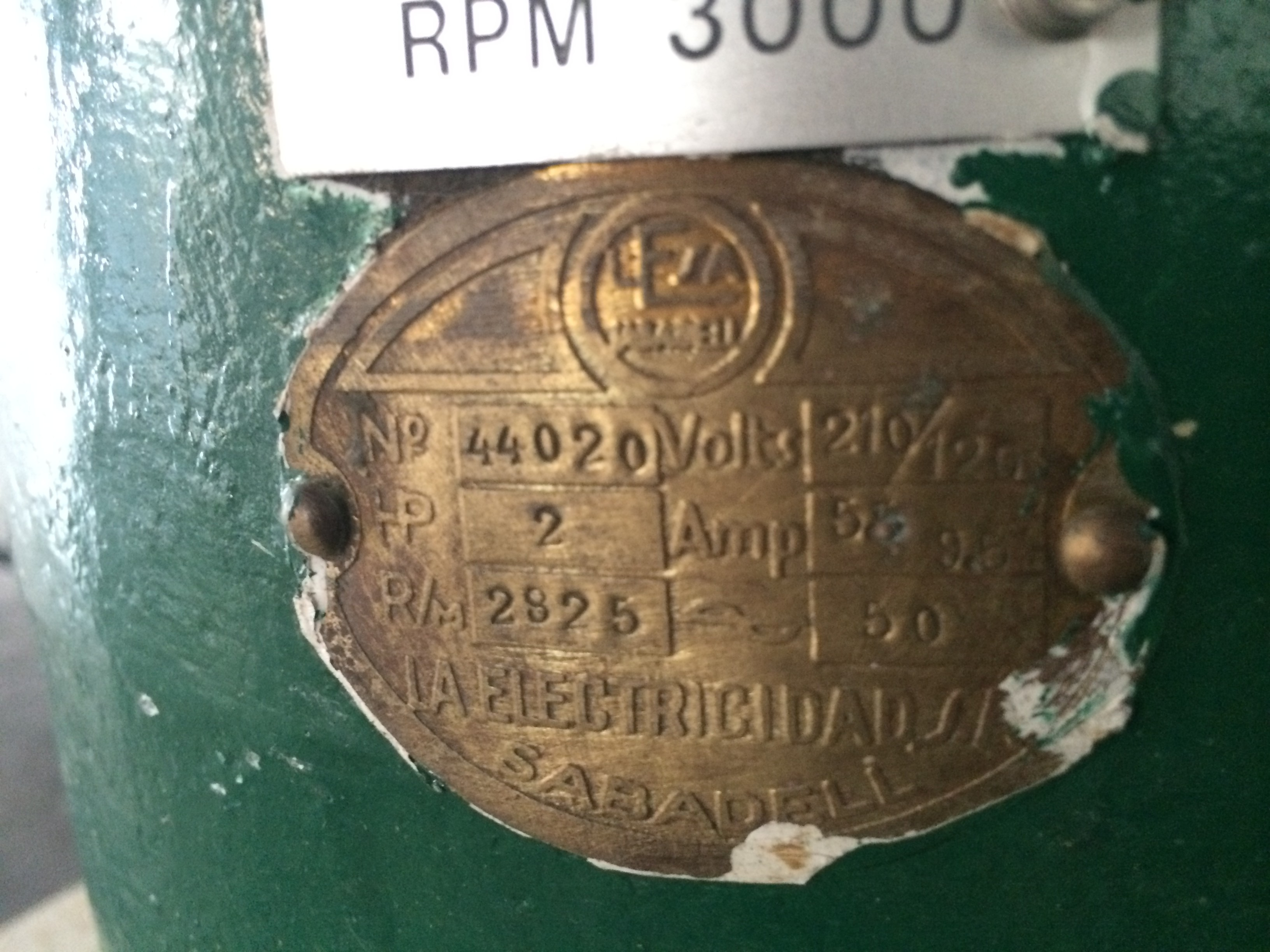
Placa de fabricació de la sirena (autor: Oier Plaza / Astra - Lobak).

## La fàbrica de pistoles d'Unceta y Cía
L'edifici industrial de la raó social «Esperanza y Unceta», fabricant de la pistola Astra reglamentària de l'Exèrcit espanyol, va ser el primer edifici industrial construït a Guernica, l’any 1913. L’any 1925 va canviar de raó social i es denominà «Unceta y Cia». És en aquest pavelló industrial on durant la Guerra Civil es va instal·lar aquesta sirena d’alarma antiaèria, la qual va sonar en el bombardeig del 26 d’abril del 1937. L'empresa era coneguda popularment com l’armería, i durant tota la guerra continuà fabricant pistoles. L’any 1941 l'empresa tornà a canviar de raó social: «Astra, Unceta y Cía.», que funcionà fins a l’any 1997. Aquesta gran nau industrial va ser enderrocada l’any 2006.

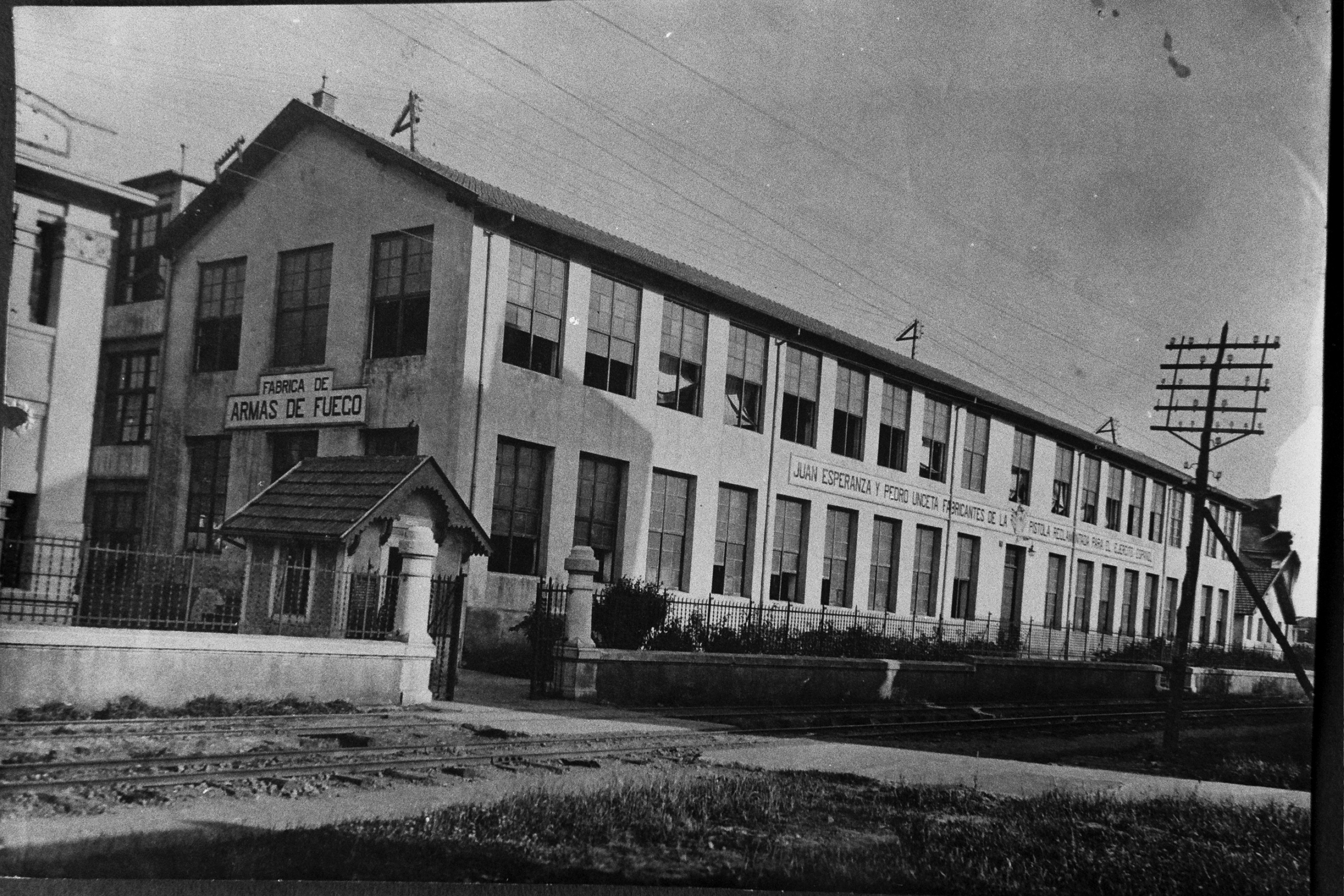
Fàbrica de pistoles d'Unceta y Cía, anys 1923-1926 (autor desconegut / Arxiu Gernikazarra).

Al costat d’aquesta fàbrica hi havia unes altres empreses amb els seus edificis i pavellons. Per la banda nord i sud de la fàbrica d’Unceta s’establiren, entre els anys 1916-1917, els «Talleres de Guernica S.A.», seguint el projecte constructiu de l’arquitecte Ricardo de Bastida. Durant la guerra van fabricar armament divers (bombes d’aviació, bombes de mà, peces per a morters i metralladores) i maquinària. A la banda nord-est hi havia un altre establiment industrial, que fou construït també l’any 1917 i que actualment ja no existeix: «Joyería y Platería de Guernica, S.A.». Es dedicava a la fabricació de coberteria, ganiveteria i orfebreria de taula. Durant la guerra, en una torre que sobresortia de la nau principal, s’hi va instal·lar una metralladora. Aquí s’hi fabricaren cartutxos o beines de fusell, emblemes de l'exèrcit basc, Eusko Gudarostea, i alguns de l’Exèrcit Republicà del Nord, i monedes. A la part oest dels edificis s’hi va construir, el setembre de 1936 i en superfície, un refugi antiaeri per als treballadors i per als veïns. Aquest refugi s’ha conservat, s’ha recuperat i s’ha rehabilitat.
Aquest gran complex industrial guerniquès no va ser afectat pel bombardeig.

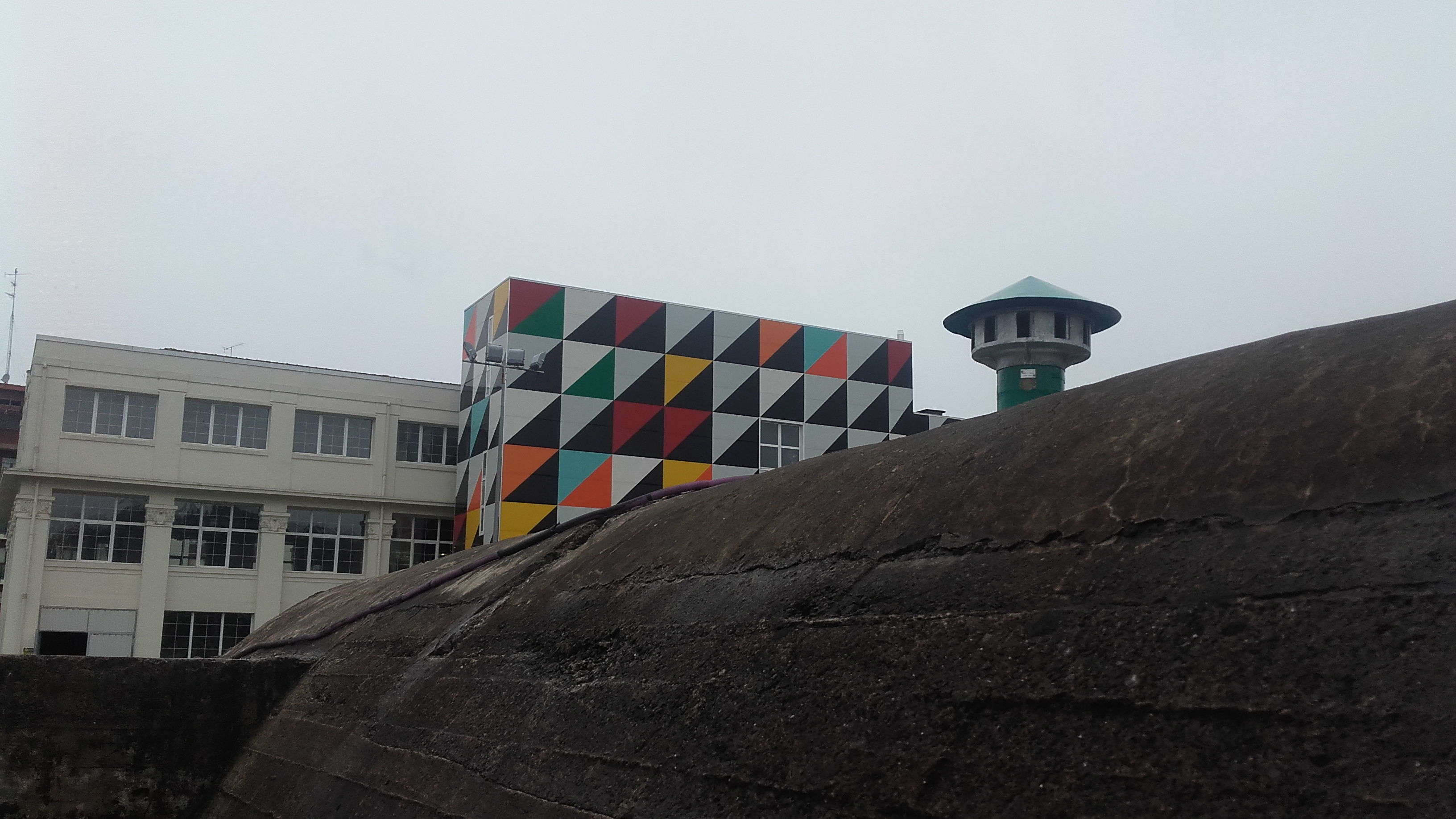
Sirena d'Astra, al búnquer i refugi antiaeri de Guernica, durant la seva activació en el 80è aniversari del bombardeig, 26 d'abril de 2017 (autor: Genís Ribé / Museu d'Història de Sabadell).